# Agnieszka Leonowicz
Agnieszka Leonowicz (* 24. November 1975) ist eine ehemalige polnische Fußballspielerin.

## Karriere

### Verein
Leonowicz gelangte über Stationen bei Rekord Szczecin (Saison 1993/94) und Roma Szczecin (1994–1996) zu Medyk Konin, wo sie zwischen 1996 und 1998 spielte. Nach einer Station beim 1. FFC Turbine Potsdam (1998–2001) kehrte die Abwehrspielerin zu KKPK Medyk Konin zurück. Dort spielte Leonowicz von 2001 bis 2004, ehe sie während der Saison 2003/04 zum schwedischen Erstligisten Karlslunds IF Örebro wechselte. 2005 beendete sie ihre Spielerkarriere.

### Nationalmannschaft
Agnieszka Leonowicz absolvierte zwischen 1993 und 2004 64 Länderspiele für die polnische Fußballnationalmannschaft der Frauen. Bei diesen Spielen erzielte sie 16 Tore.

## Erfolge
- Deutsche Vizemeisterin: 2001
- Polnische Vizemeisterin: 2003